# Футунці

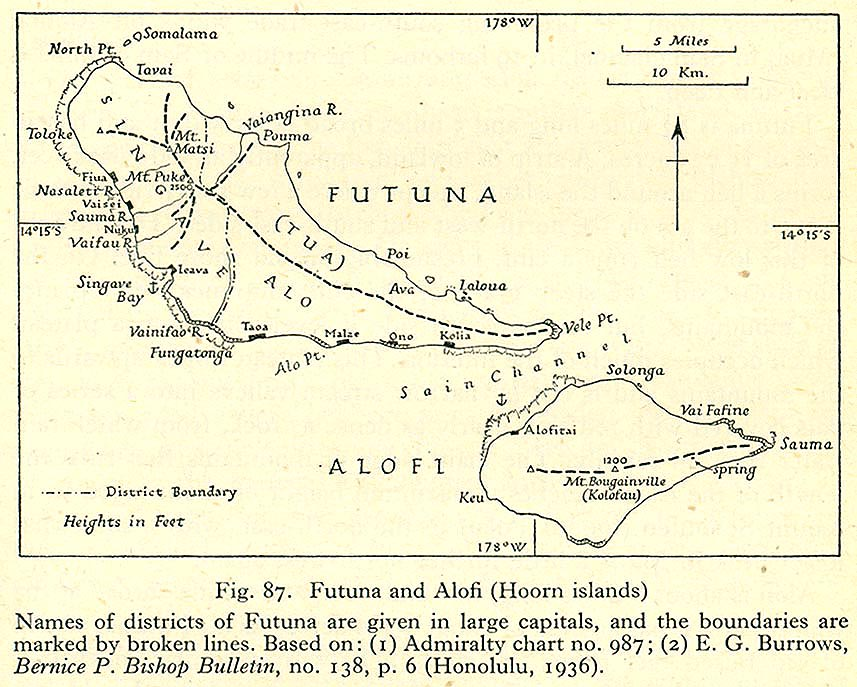
Острови Хорн (Футуна і Алофі)

Футуна, футунці — народ в Полінезії, проживає на островах Хорн (Футуна) та у Новій Каледонії. Загальна чисельність становить близько 8 тис. чоловік, велика частина яких живе на островах Волліс і Футуна.

## Мова
Мова Футуна — Футуна (мова) — один з мов полінезійської групи австронезійської сім'ї, що відчула сильний вплив самоанської мови, незважаючи на велику географічну віддаленість островів Самоа від області розселення футуна, ніж, наприклад, островів Тонга.

## Етнічна історія та традиційна соціальна організація
Етнічні коріння Футуна сходять, очевидно, до корінного населення Самоа, а також до міграційних потоків із зовнішньої Полінезії в X — XI століттях.
Історично футуну очолював правитель і його помічник; особливими привілеями користувалися воєначальники-вожді. Були вікові класи.
Як і у більшості полінезійців, у племен футуна після розпаду матрилінійної родової організації відбулося складання тотемно-спорідненого об'єднання — сімейної общини, або великої родини, яка була і залишається основним осередком суспільного ладу і першоосновою всіх соціальних зв'язків. Склад її багато в чому запозичена у племен увеа, зокрема, у футуна зберігається генераційні система термінів спорідненості — родичі поділяються тільки за статтю і по поколінню. Така громада, до якої входять в цілому 30-50 чоловік, складається з 3-4 поколінь, які проживають разом, і походять по чоловічій лінії від одного загального предка. Сімейна община є власником землі. Приналежні їй ділянки обробляється колективною працею, або окремі шлюбні пари отримують невеликі ділянки в користування. Окремі ділянки шлюбних пар передаються у спадок по чоловічій лінії (що говорить про патрилокальність шлюбного поселення), так що земля завжди залишається власністю громади. В рахунку спорідненості у футуна проявляється явна амбілінійність (про це свідчить і рівність статей по соціальній значимості), правда, невеликим пріоритетом все ж володіють чоловіки. Шлюб моногамний, практикується левірат.

## Релігія
На території проживання футуна було знайдено велику кількість фамільних склепів, що свідчить про популярність культу шанування предків. Крім того, серед племен футуна поширене християнство (католицтво), з місцевих традиційних вірувань — тотемізм та фетишизм .

## Традиційне житло
Житла футуна — прямокутні, з двосхилим дахом, стовпової конструкції, зазвичай без стін. Іноді будуються житла на платформах.

## Побут та традиційні господарські заняття
Традиційними заняттями футуна є скотарство (свинарство і молочне тваринництво), рибальство, полювання на черепах, підсічно-вогневе (ямс, хлібне дерево , банан) і поливне (рис, таро, маїс) землеробство, збиральництво морської живності, ремесла (теслярські справа, плетіння, виробництво прикрас з морських раковин). Харчуються футуна в основному морепродуктами і оброблюваних зерновими культурами.